# Pecos è qui: prega e muori!
Pecos è qui: prega e muori! è un film del 1967, diretto da Maurizio Lucidi. Il protagonista è di nuovo il messicano Pecos, già comparso nel film precedente del regista: Due once di piombo (Il mio nome è Pecos).

## Trama
Pinto, Paco e Pepe, tre suonatori ambulanti, arrivano in un villaggio del Messico dopo che la banda di El Supremo, un psicopatico che si crede l'erede di Montezuma, hanno fatto una scia di sangue. L'unico superstite consegna ai tre la mappa del tesoro di Montezuma, nascosto tra le rovine di un tempio, dove El Supremo hanno il covo. I tre decidono di dare la mappa a Pecos, il pistolero.